# Keith R. McDonald
Keith R. McDonald est un herpétologiste australien qui travaille au Queensland Parks and Wildlife Service.

## Quelques taxons décrits
- Cophixalus zweifeli Davies & McDonald, 1998
- Litoria andiirrmalin McDonald, 1997
- Litoria lorica Davies & McDonald, 1979
- Litoria manya (Van Beurden & McDonald, 1980)
- Litoria xanthomera Davies, McDonald & Adams, 1986
- Mixophyes carbinensis Mahony, Donnellan, Richards & McDonald, 2006
- Mixophyes coggeri Mahony, Donnellan, Richards & McDonald, 2006
- Uperoleia altissima Davies, Watson, McDonald, Trenerry & Werren, 1993
- Uperoleia capitulata Davies, McDonald & Corben, 1986
- Uperoleia fusca Davies, McDonald & Corben, 1986
- Uperoleia littlejohni Davies, McDonald & Corben, 1986
- Uperoleia mimula Davies, McDonald & Corben, 1986

McDonald est l’abréviation habituelle de Keith R. McDonald en zoologie.

Consulter la liste des abréviations d'auteur en zoologie ou la liste des taxons zoologiques assignés à cet auteur par ZooBank